# NGC 1109
NGC 1109 је галаксија у сазвежђу Ован која се налази на NGC листи објеката дубоког неба.
Деклинација објекта је + 13° 15' 20" а ректасцензија 2h 47m 43,5s. Привидна величина (магнитуда) објекта NGC 1109 износи 14,2 а фотографска магнитуда 15,2. NGC 1109 је још познат и под ознакама IC 1846, UGC 2265, MCG 2-8-6, CGCG 440-8, PGC 10573.